# Museu do Índio (Manaus)
O Museu do Índio é o maior e mais amplo museu da história indígena no Brasil, e está localizado na cidade amazonense de Manaus. O museu tem em seu acervo cerca de três milhares de peças produzidas por tribos da Amazônia. Entre os objetos encontram-se utensílios domésticos, armas, adornos e instrumentos musicais. É mantido pela Congregação das Irmãs Salesianas de Manaus.
O museu foi fundado em 1952, uma ação atribuída à irmã missionária Maddalena Mazzone e possui acervo formado por mais de três mil peças do universo indígena dos povos do alto rio Negro. O acervo está distribuído em seis salas que apresentam materiais que contam sobre o modo de vida indígena por meio de seus adornos, utensílios, instrumentos. Nas salas se pode obter por meio dos materiais expostos, uma visão da vida de homens e mulheres no ambiente das aldeias. O acervo foi sendo construído durante as missões salesianas em meio as etnias dos índios tucanos, ianomâmis e outros.
O museu possui uma pequena biblioteca, voltada para a temática dos povos indígenas. O espaço está aberto ao público. O ritual fúnebre, o ritual do pega-moça e da zarabatana, para pegar o animal da caça, são os que mais causam curiosidade nos visitantes. O ritual fúnebre consiste em uma cerimônia de danças onde o morto é colocado dentro da sua canoa e é celebrado pelos outros integrantes da tribo. É um ritual onde a morte é celebrada alegremente. Logo após, o corpo dentro da canoa é deixado no rio para ser levado pelas águas.
Algumas das peças expostas no museu são peças centenárias e foram doados por arqueólogos. Outros objetos expostos são originalmente feitos por indígenas das tribos do Alto Rio Negro. O acervo está em exposição para fins educativos, de pesquisa e turístico.
A visita pode ser feita juntamente com uma guia que explica o acervo e conta tudo sobre as tribos indígenas do Alto Rio Negro.